# Walter Kannemann
Walter Kannemann (ur. 14 marca 1991 w Concepción del Uruguay) – argentyński piłkarz pochodzenia niemieckiego i włoskiego występujący na pozycji środkowego obrońcy, reprezentant Argentyny, od 2016 roku zawodnik brazylijskiego Grêmio.

## Kariera klubowa
Kannemann pochodzi z miasta Concepción del Uruguay, jednak wychowywał się w miejscowości Ciudad Evita w aglomeracji Buenos Aires i jako ośmiolatek rozpoczął piłkarskie treningi w akademii juniorskiej stołecznego klubu San Lorenzo de Almagro. Do pierwszej drużyny został włączony w wieku dziewiętnastu lat przez szkoleniowca Diego Simeone i w argentyńskiej Primera División zadebiutował 20 marca 2010 w zremisowanym 2:2 spotkaniu z Colónem. Przez kolejne dwa lata pełnił jednak wyłącznie rolę głębokiego rezerwowego i pewne miejsce na środku obrony wywalczył sobie dopiero w czerwcu 2012, wówczas także, 24 czerwca w wygranej 3:1 konfrontacji z San Martín, zdobywając swoją pierwszą bramkę w lidze. W 2013 roku dotarł z San Lorenzo do finału krajowego pucharu – Copa Argentina, zaś w jesiennym sezonie Inicial 2013 zdobył swoje premierowe mistrzostwo Argentyny. W 2014 roku jako kluczowy zawodnik ekipy prowadzonej przez Edgardo Bauzę zajął natomiast drugie miejsce w superpucharze Argentyny – Copa Campeonato, triumfował w najbardziej prestiżowych rozgrywkach kontynentu – Copa Libertadores, zaś kilka miesięcy później wziął udział w Klubowych Mistrzostwach Świata, zajmując na nich drugie miejsce po porażce w finale z Realem Madryt (0:2).
Wiosną 2015 Kannemann za sumę miliona dolarów przeszedł do meksykańskiego zespołu Club Atlas z siedzibą w Guadalajarze. W tamtejszej Liga MX zadebiutował 17 stycznia 2015 w wygranym 2:1 meczu z Morelią i już w tym samym pojedynku strzelił swojego pierwszego gola w nowej drużynie, od razu zostając kluczowym punktem defensywy. Ogółem w Atlasie spędził jako podstawowy gracz przez półtora roku, po czym w wyniku konfliktu z zarządem został wystawiony na listę transferową. W lipcu 2016 odszedł do brazylijskiego Grêmio FBPA z miasta Porto Alegre, podpisując z nim trzyletnią umowę.
| Sezon     | Klub                   | Kraj      | Rozgrywki        | Mecze | Bramki |
| --------- | ---------------------- | --------- | ---------------- | ----- | ------ |
| 2009/2010 | San Lorenzo de Almagro | Argentyna | Primera División | 1     | 0      |
| 2010/2011 | San Lorenzo de Almagro | Argentyna | Primera División | 0     | 0      |
| 2011/2012 | San Lorenzo de Almagro | Argentyna | Primera División | 4     | 1      |
| 2012/2013 | San Lorenzo de Almagro | Argentyna | Primera División | 23    | 2      |
| 2013/2014 | San Lorenzo de Almagro | Argentyna | Primera División | 24    | 1      |
| 2014      | San Lorenzo de Almagro | Argentyna | Primera División | 18    | 0      |
| 2014/2015 | Club Atlas             | Meksyk    | Liga MX          | 15    | 1      |
| 2015/2016 | Club Atlas             | Meksyk    | Liga MX          | 23    | 0      |
| 2016      | Grêmio FBPA            | Brazylia  | Série A          |       |        |